# 충렬공 박원종 묘역
충렬공 박원종 묘역(忠烈公 朴元宗 墓域)은 대한민국 경기도 남양주시 와부읍 도곡리에 있는, 조선 초기의 무신이며 반정공신(反正功臣)인 박원종(1467∼1510) 묘소이다. 2000년 3월 24일 경기도의 기념물 제170호로 지정되었다.

## 개요
조선 초기의 무신이며 반정공신(反正功臣)인 박원종(1467∼1510) 묘소이다.
박원종은 적개좌리공신(敵愾佐理功臣) 박중선(朴仲善)의 아들로 태어나 음보(蔭補)로 선전관이 된 후 조선 성종 17년(1486) 무과에 급제하면서 성종의 특별한 관심을 받았다. 1492년 성종의 특지(特旨)로 승정원 동부승지에 발탁되자 사헌부에서 연소하고 무과출신자에게 동반(東班)의 3품직을 내리는 것은 불가하다고 이의를 제기하면서 서경(署經)을 보류하자, 성종이 공조참의로 발령을 냈다. 이에 또다시 사헌부가 반대하자 병조참지로 임명하였다. 그 뒤 연산군이 즉위하여 특명으로 동부승지·우승지·좌승지를 지내면서 재정의 긴축문제 등 시무책을 건의해 실시되기도 하였다. 주로 재정을 담당하던 중 왕실의 사치를 비판하는 간언 등으로 점차 연산군의 미움을 받아 연산군 6년(1500)에 평안도 병마절도사로 좌천된 후 다시 복직하여 여러 관직을 거친 후 1506년 경기도 관찰사로 나갔다가 삭직되었다.
1506년 이조참판 성희안(成希顔), 이조판서 유순정(柳順汀) 등과 함께 반정(反正)을 모의하여 연산군을 폐하고 중종을 옹립하였다. 그 공으로 정국공신(靖國功臣) 1등으로 우의정이 되고 평성부원군으로 진봉 된 후 좌의정을 거쳐 1507년에는 이과(李顆)의 옥사(獄事)를 다스린 공으로 정란공신(定難功臣) 1등에 봉해졌다.
묘역에는 봉분·묘표·상석·향로석·장명등 각 1기, 망주석 및 문관석 각 2기, 계체석 등이 있다. 그리고 묘역의 앞쪽 아래에는 신도비 1기가 세워져 있다.

## 같이 보기
- 박원종

## 참고 문헌
- 충렬공박원종묘역 - 국가유산청 국가유산포털